# Parco nazionale marino di Sanganeb e Parco nazionale marino della baia di Dungonab - isola di Mukkawar
Il complesso Parco nazionale marino di Sanganeb e Parco nazionale marino della baia di Dungonab - isola di Mukkawar è un sito patrimonio dell'umanità dell'UNESCO del Sudan dal 2016.
Consta di due aree marine separate: Sanganeb è una barriera corallina nel Mar Rosso a circa 25 km dalla costa, mentre la baia di Dungonab con l'isola di Mukkawar si trova a circa 125 km a nord di Porto Sudan.

## Descrizione
Le due aree si trovano nella zona settentrionale del Mar Rosso e coprono una superficie complessiva di  260 700 ettari sia in mare che in terraferma. La fauna e la flora presenti sono originarie dell'Oceano Indiano. Le due zone sono separate da una distanza di olre 120 km. 
Le aree sono costituite da barriere coralline incontaminate inserite in un mare altrettanto pulito. Nella baia di Dungonab si trova l'isola di Mukkawar e un gruppo di altre isolette. Da parte sua Sanganeb è l'unico atollo presente nel Mar Rosso situato al largo della costa sudanese. La vegetazione è costituita da alghe marine, per quanto attiene al mare, e da mangrovie nelle zone di terraferma. La fauna marina è costituita da grandi mammiferi come squali e delfini mentre sono numerose le specie di uccelli.

## Criteri

### Criterio vii
Nella motivazione della commissione UNESCO si legge: "La chiara visibilità dell'acqua, la diversità dei coralli, le specie marine, gli habitat incontaminati e le colorate comunità della barriera corallina creano un suggestivo paesaggio terrestre e marino".

### Criterio ix
Per il criterio (ix) la motivazione di ammissione è stata: "Questi habitat ospitano popolazioni di uccelli marini (20 specie), mammiferi marini (11 specie), pesci (300 specie), coralli (260 specie), squali, mante e tartarughe marine, e il sito fornisce importanti aree di alimentazione per ciò che è forse la popolazione più settentrionale del dugongo in via di estinzione".

### Criterio x
Per questo criterio la motivazione è stata: "Le specie che potrebbero essere colpite sono specie di coralli e pesci, tartarughe marine, mante, squali, delfini, dugonghi e uccelli. La zona non ha ancora mostrato specie invasive o non residenti".

## Conservazione
Le due zone sono state dichiarate aree nazionali protette da governo sudanese e sono controllate da enti governativi che fanno rispettare le norme per il mantenimento dell'integrità ambientale del sito. Il fatto che la zona sia scarsamente popolata facilita il compito della preservazione dei luoghi.